# 坂本义和

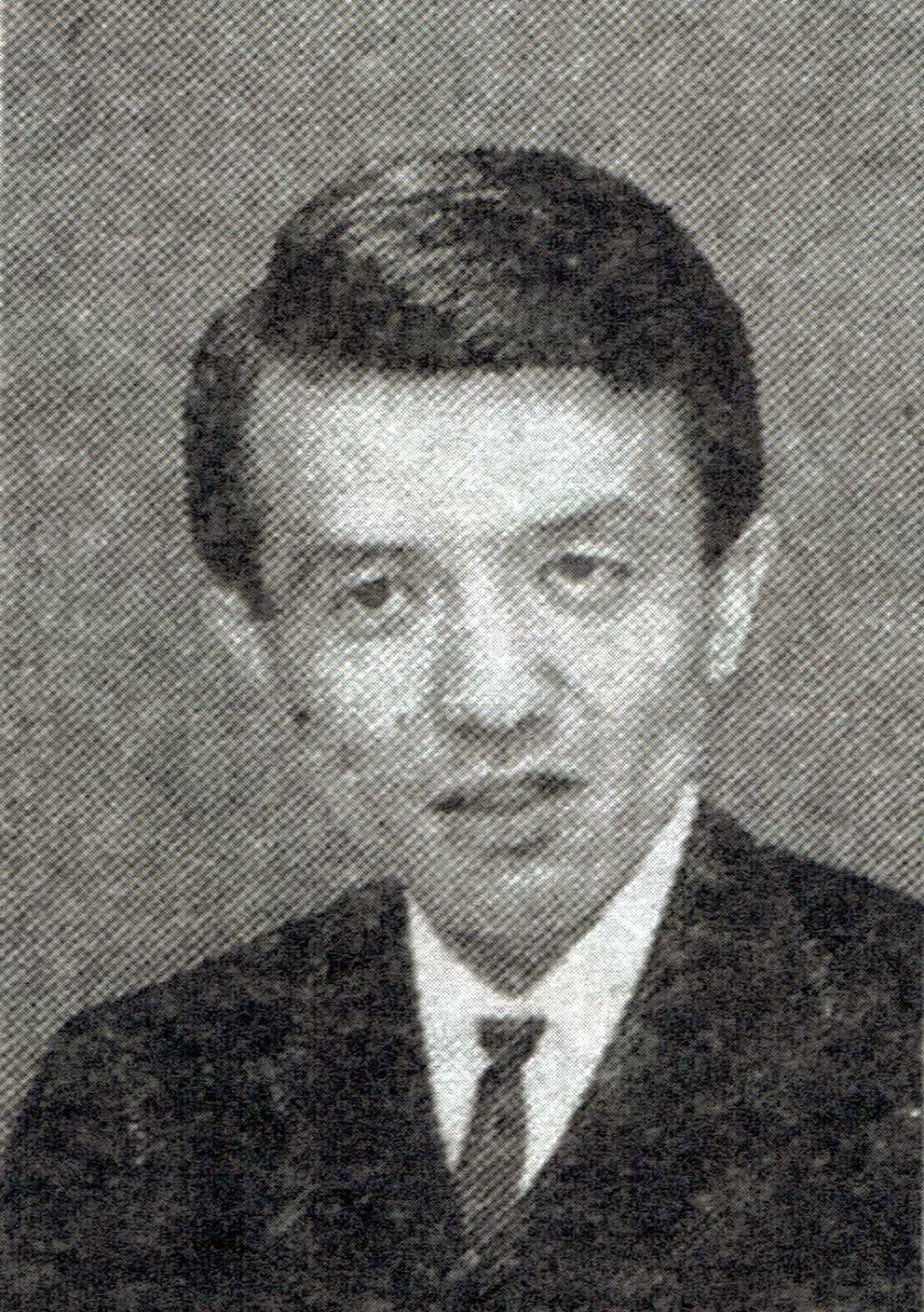
坂本义和

坂本义和（日语：坂本義和，1927年9月16日—2014年10月2日） 是一位日本政治学家。

## 生平
1927年出生于美国洛杉矶，后随父母搬迁至上海，1936年返回日本镰仓，1951年毕业于东京大学法学部，后留校任教。1955年7月赴美留学，进入芝加哥大学师从漢斯·摩根索。1964年至1988年担任东京大学法学部教授。之后任教于明治学院大学和国际基督教大学。
2014年10月2日在东京都逝世，享年87岁。